# Futebol Robótico Junior
A liga de Futebol Robótico Junior (FRJ) é uma competição de futebol robótico que se realiza a nível internacional no evento RoboCup Junior e em Portugal no evento Festival Nacional de Robótica (Esta prova qualifica as equipas portuguesas para a prova RoboCup Junior Soccer).

## Descrição
A prova consiste na realização de jogos de futebol entre equipas de 1 ou 2 robôs, que devem caber dentro de um cilindro com o diâmetro de 18 cm (variante 1 contra 1) ou de 22 cm (variante 2 contra 2), num campo de 87x119 cm (variante 1 contra 1) ou 122x183 cm (variante 2 contra 2), com todos os sensores a bordo.
Nesta competição criaram-se condições para que as tarefas de localização do robô e localização da bola fossem simplificadas de modo a abrir a competição aos escalões mais jovens. Assim, a prova decorre num campo pintado com níveis de cinzento para os robôs determinarem a sua orientação e posição. A bola emite radiação infravermelha o que permite aos robôs determinarem a posição desta por processos simples.